# Masakr ve Winnendenu

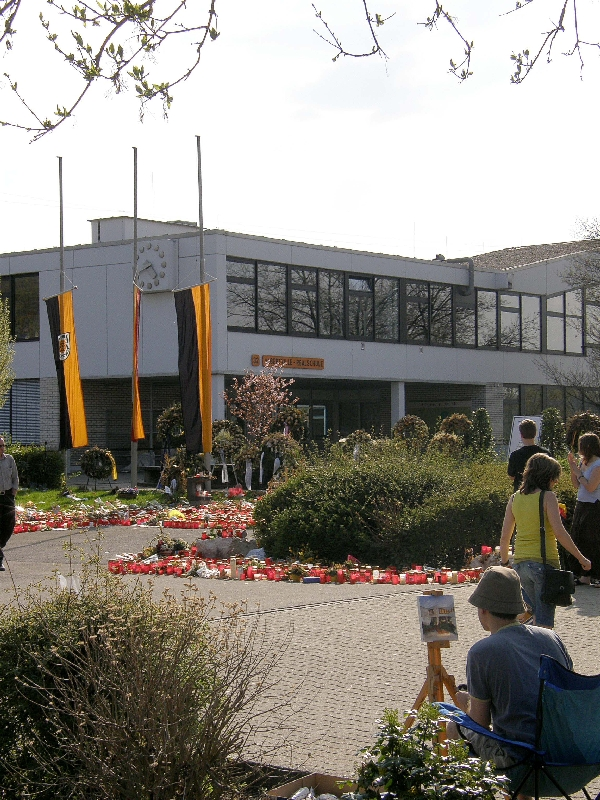
Detail na budovu školy: vlajky jsou napůl žerdi, a v okolí se vyskytuje dav truchlících

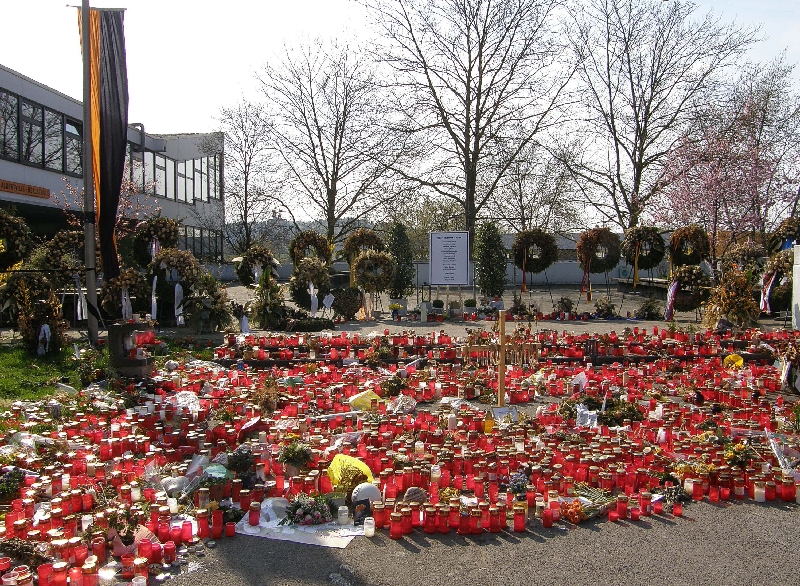
Svíčky, květiny a jiné drobnosti k uctění obětí

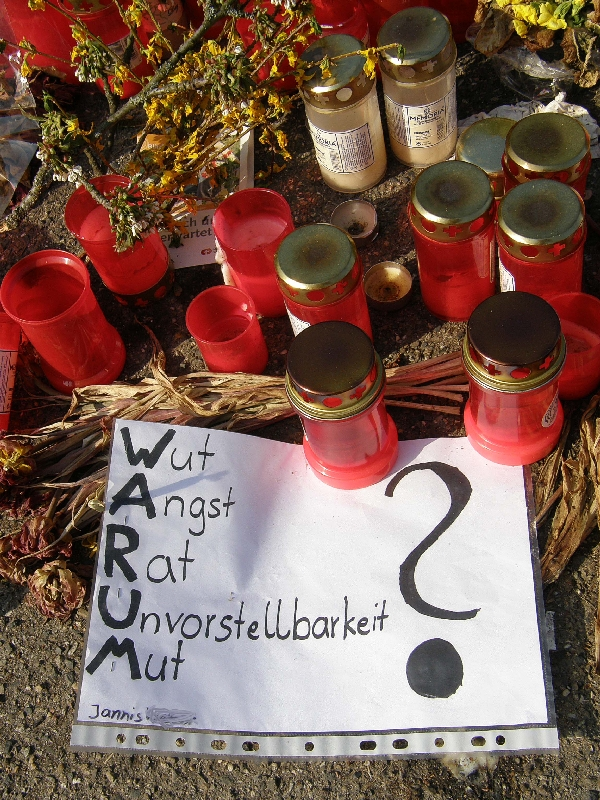
Vzkaz "Proč?"

Masakr ve Winnendenu se uskutečnil ve středu 11. března 2009 ve městech Winnenden a Wendlingen v německé spolkové zemi Bádensko-Württembersko, v nichž 17letý Tim Kretschmer zastřelil 15 lidí, z toho 9 studentů a 3 učitele na střední škole Albertville, kde dříve studoval. Po činu spáchal sebevraždu poté, co byl zraněn při přestřelce s policií.

## Průběh masakru
Přibližně v 9.30 vstoupil Kretschmer do budovy střední školy Albertville ve Winnendenu. Byl oblečen v černé vojenské maskovací uniformě. Vstoupil postupně do dvou učeben, v nichž začal střílet po žácích i učitelích. Celkem usmrtil 9 studentů, z toho 8 dívek, a 3 učitelky. Dalších 7 dětí bylo zraněno, některé tím, jak v panice vyskočily z okna. V 9.33 jeden z žáků zavolal policii na tísňovou linku. O několik minut později policie dorazila do školy. Celou školu evakuovala a studenty i učitele odvedla k plaveckému bazénu. Kretschmerovi se však podařilo ze školy uprchnout a venku zastřelit zaměstnance nedaleké psychiatrické léčebny.
Do pátrání po vrahovi byly povolány tisíce policistů a několik vrtulníků. Centrum Winnendenu bylo uzavřeno a policie vyzývala občany, aby nevycházeli z domů a v žádném případě nezastavovali stopařům. V 10 hodin policie provedla domovní prohlídku v domě Kretschmerových rodičů, kde zjistila, že mezi zbraněmi jeho otce jedna chybí.
Ve 12.04 se Kretschmerovi podařilo se zbraní v ruce unést automobil a jeho řidiče donutit, aby ho odvezl do přibližně 40 km vzdáleného Wendlingenu. Řidič dokázal utéct a zavolat policii. Kretschmer ve Wendlingenu vstoupil do autosalónu, kde zastřelil prodavače a zákazníka a zabarikádoval se. Kolem 
12.30 do prodejny vtrhli policisté a následovala přestřelka, v níž byl Kretschmer postřelen do nohy, načež se sám zastřelil. Zraněni byli i dva policisté. Přestřelku a Kretschmerovu smrt někdo natočil na kameru mobilního telefonu a záznam poskytl médiím.

## Pachatel
Tim Kretschmer, v době spáchání masakru 17letý, bydlel se svými rodiči a mladší sestrou ve vesnici Leutenbach přibližně 12 km od Winnendenu. Na škole Albertville v roce 2008 úspěšně složil zkoušky a pak nastoupil na praxi. Aktivně hrál stolní tenis a chtěl se stát profesionálním hráčem. Jeho trenér i ostatní lidé z okolí ho popisují jako tichého, nenápadného a introvertního chlapce, který býval občas arogantní, ale nikdy agresivní. Rád však střílel a zajímal se o střelné zbraně. S oblibou hrával akční počítačové hry a sledoval krvavé hororové filmy, kterých měl prý doma tisíce.
Místní obyvatelé popisují Kretschmerovy jako bezproblémovou rodinu. Otec Tima Kretschmera je váženým podnikatelem a členem místního střeleckého klubu. Doma měl 16 legálně držených střelných zbraní, z nichž jednu (pistoli značky Beretta 92FS ráže 9 mm) použil jeho syn ke spáchání masakru. Policie zvažuje, že chlapcova otce obviní ze zabití z nedbalosti, protože své zbraně dostatečně nezajistil proti zneužití (německé zákony totiž nařizují mít legálně držené zbraně uzamčené).

### Motiv
Motiv činu je zatím nejasný. Spekuluje se o nešťastné lásce, protože pachatel ve škole zabíjel hlavně dívky. Podle deníku Bild údajně Kretschmer nenáviděl školu, cítil se ve škole šikanován a téměř s nikým nemluvil. Kretschmer se před činem léčil s depresemi na psychiatrické klinice, jejíhož zaměstnance zabil.

### Údajná hrozba na Internetu
Bádensko-württemberský ministr vnitra Heribert Rech den po masakru oznámil, že Kretschmer na internetovém chatu ve středu ve 2.45 ráno zanechal následující zprávu:
| „ | Mám toho dost. Mám po krk tohoto hrozného života. Nikdo neví, čeho jsem schopen. Zítra půjdu do školy na řežbu. Možná mi to projde. Zítra o mně uslyšíte. Poznamenejte si jméno místa: Winnenden. | “ |

 Ostatní účastníci diskuse jeho oznámení považovali za vtip. Až po masakru policii upozornil jeden z nich, který předložil kopii příslušné stránky. Policie však po prozkoumání Kretschmerova počítače zjistila, že se jedná o podvrh a předložená kopie stránky byla dodatečně upravena grafickým programem – ve skutečnosti Kretschmer na Internetu svůj úmysl nezveřejnil.

## Reakce na masakr
Německo bylo činem zděšeno a ve školách v celé zemi odpadla v následujících dnech výuka. Místo ní učitelé debatovali s žáky o události. Ve škole Albertville byly vyhlášeny prázdniny. Do Winnendenu přijeli psychologové, kteří poskytovali pomoc žákům, učitelům i některým policistům. Německá kancléřka Angela Merkelová v den tragédie vystoupila v televizi a označila 11. březen 2009 za den smutku pro celé Německo. Český prezident Václav Klaus zaslal německému prezidentu Horstu Köhlerovi kondolenční telegram a Evropský parlament držel za oběti minutu ticha. Událost také rozpoutala debatu o omezení držení střelných zbraní a o zvýšení bezpečnosti školních budov.
Po incidentu došlo v Německu ke změně v legislativě zbraní, kde došlo ke přísnější regulaci vlastnictví, a zákazu některých video her, což je ovšem vnímáno jako politické lobby a fraška.

### Hrozby dalších útoků
Krátce po masakru se na Internetu objevily hrozby dalších možných útoků na školy v Německu i jiných zemích. Kvůli anonymní hrozbě musela být v pátek 13. března uzavřena škola v Ilsfeldu, které neznámý pachatel vyhrožoval útokem v internetovém chatu. Podobné hrozby zaznamenala policie i na několika dalších německých školách a v Dolním Sasku byl za podobnou výhrůžku zatčen 21letý muž. V jihozápadním Nizozemsku byl zatčen 18letý mladík, který na Internetu oznámil, že plánuje zabít žáky ve škole ve městě Breda. Ve Francii byl zatčen 18letý mladík, který varoval před střelbou na škole na pařížském předměstí. Policie ve Švédsku zadržela 17letého chlapce ve městě Lund, který na Internet umístil fotografii, na níž drží zbraň, spolu s výhrůžkou vůči střední škole. Většina zadržených prohlásila, že svou hrozbu mysleli jako vtip. Hrozí jim pokuta nebo vězení.